# Taboo Tuesday (2004)
Taboo Tuesday (2004) foi o evento inaugural pay-per-view (PPV) Taboo Tuesday/Cyber Sunday de luta profissional produzido pela World Wrestling Entertainment (WWE). Foi realizado exclusivamente para lutadores da divisão de marca Raw da promoção. O evento ocorreu em 19 de outubro de 2004, no Bradley Center em Milwaukee, Wisconsin. Foi a primeira vez em que os torcedores tiveram a chance de votar nas estipulações para as partidas. A votação para o evento começou em 18 de outubro de 2004 e terminou durante o evento. Em 2006, o evento foi movido para as tradicionais noites de domingo para PPVs e foi renomeado para Cyber Sunday.
Oito lutas foram destaque no card do evento. O evento principal foi uma luta em uma jaula de aço em que Randy Orton derrotou Ric Flair por pinfall; isso marcou a única vez que Flair encabeçou um evento pay-per-view da WWE. Duas lutas foram destaque na eliminatória. Nas respectivas lutas de simples, o Campeão Mundial dos Pesos-Pesados Triple H derrotou Shawn Michaels para manter seu título e Gene Snitsky derrotou Kane em uma luta Weapon of Choice.
Taboo terça-feira arrecadou mais de US $ 215.000 em vendas de ingressos de um público de 3.500 e recebeu 174.000 compras de pay-per-view. Este evento ajudou a WWE a aumentar sua receita de pay-per-view em US$ 6,2 milhões em comparação com o ano anterior. Quando o evento foi lançado em DVD, alcançou a sétima posição na parada de vendas de DVDs da Billboard.

## Produção

### Introdução
Em 2004, a World Wrestling Entertainment (WWE) programou um evento pay-per-view (PPV) intitulado Taboo Tuesday para ser realizado na terça-feira, 19 de outubro de 2004, no Bradley Center em Milwaukee, Wisconsin. Este seria o primeiro pay-per-view agendado regularmente pela WWE em uma terça-feira desde o This Tuesday in Texas de 1991, o primeiro pay-per-view não-domingo regularmente agendado desde o Survivor Series de 1994 e o primeiro não-domingo pay-per-view de qualquer tipo desde In Your House 8: Beware of Dog 2 em 1996. Taboo Tuesday também foi estabelecido como um PPV produzido exclusivamente para lutadores da marca Raw. O título do evento não se referia apenas ao dia de sua programação, mas também ao seu tema único. Os fãs tiveram a capacidade de votar em certos aspectos de cada partida. Por causa disso, o evento foi anunciado como um "pay-per-view interativo".

## Resultados
| Nº                                          | Resultados                                                                         | Estipulações                                                      | Tempo |
| ------------------------------------------- | ---------------------------------------------------------------------------------- | ----------------------------------------------------------------- | ----- |
| Dark                                        | Sgt. Slaughter derrotou Muhammad Hassan (com Daivari)                              | Luta individual                                                   | -     |
| 1                                           | Shelton Benjamin derrotou Chris Jericho (c)                                        | Luta individual pelo Campeonato Intercontinental da WWE           | 10:55 |
| 2                                           | Trish Stratus (c) venceu eliminando por último Molly Holly                         | Fulfill Your Fantasy battle royal pelo Campeonato Feminino da WWE | 5:30  |
| 3                                           | Gene Snitsky derrotou Kane (com Lita)                                              | Luta Weapon of Choice                                             | 14:17 |
| 4                                           | Eugene derrotou Eric Bischoff                                                      | Luta "Escolha o destino do perdedor"                              | 2:01  |
| 5                                           | Chris Benoit e Edge derrotaram La Résistance (Sylvain Grenier e Robért Conway) (c) | Luta de duplas pelo Campeonato Mundial de Duplas                  | 16:15 |
| 6                                           | Christy Hemme derrotou Carmella                                                    | Luta Lingerie Pillow                                              | 1:48  |
| 7                                           | Triple H (c) derrotou Shawn Michaels                                               | Luta individual pelo Campeonato Mundial dos Pesos Pesados         | 14:05 |
| 8                                           | Randy Orton derrotou Ric Flair                                                     | Luta Steel cage                                                   | 10:35 |
| (c) – Refere-se aos campeões antes da luta. |                                                                                    |                                                                   |       |

### Eliminações Battle Royal
| Ordem     | Diva          | Eliminada por                 |
| --------- | ------------- | ----------------------------- |
| 1         | Nidia         | Jazz                          |
| 2         | Jazz          | Victoria                      |
| 3         | Gail Kim      | Victoria                      |
| 4         | Victoria      | Trish Stratus and Molly Holly |
| 5         | Stacy Keibler | Molly Holly                   |
| 6         | Molly Holly   | Trish Stratus                 |
| Vencedora | Trish Stratus | —                             |

### Resultados das votações
| Votação | Resultados | |
| --- | --- | --- |
| Oponente de Chris Jericho                                                                                      | \| - Shelton Benjamin (37.48%) - Batista (20.11%) - Jonathan Coachman (7.01%) - Christian (6.69%) - Rhyno (5.77%) \| - Maven (4.23%) - William Regal (3.81%) - The Hurricane (3.77%) - Tyson Tomko (2.49%) - Tajiri (2.36%) \| - Steven Richards (2.24%) - Val Venis (1.69%) - Rosey (1.10%) - Chuck Palumbo (0.68%) - Rodney Mack (0.58%) \| | |
| Roupa para cumprir sua fantasia Diva Battle Royal                                                              | - Garota da escola (53.10%) - Empregada francesa (30.03%) - Roupa de enfermeira (16.87%) | |
| Arma para a luta Weapon of Choice                                                                              | - Corrente (40.84%) - Cadeira de aço (29.93%) - Tubo de chumbo (29.24%) | |
| Estipulações para Eugene versus Eric Bischoff                                                                  | - Perdedor tem que ter a cabeça raspada (58.73%) - O perdedor tem que usar um vestido (20.77%) - O perdedor tem que ser o servo do vencedor (20.50%) | |
| Estipulações para Christy Hemme versus Carmella                                                                | - Luta de travesseiros de lingerie (56.48%) - Luta de vestido de noite (33.22%) - Desafio de aeróbica (10.30%) | |
| Oponente de Triple H                                                                                           | - Shawn Michaels (38.72%) - Edge (33.42%) - Chris Benoit (27.86%) | |
| Estipulações para Randy Orton versus Ric Flair                                                                 | - Luta Steel cage (68%) - Falls Count Anywhere (20%) - Luta de submissão (12%) | |
| - Shelton Benjamin (37.48%) - Batista (20.11%) - Jonathan Coachman (7.01%) - Christian (6.69%) - Rhyno (5.77%) | - Maven (4.23%) - William Regal (3.81%) - The Hurricane (3.77%) - Tyson Tomko (2.49%) - Tajiri (2.36%) | - Steven Richards (2.24%) - Val Venis (1.69%) - Rosey (1.10%) - Chuck Palumbo (0.68%) - Rodney Mack (0.58%) |